# 刘佩麟
刘佩麟（1956年—），山东青岛人，毕业于青岛第二中学。其走红源于一段新闻视频，出自青岛电视台名为《生活在线》的节目，讲一老式居民大院一楼起火，因住户刘佩麟穿着打扮特殊而走红网络，被网友戏称为大喜哥。

## 简历

### 早年经历
1956年刘佩麟在青岛火车站被抱养。从小学二年级她开始写日记，持续几十年。期间经历文革、下岗、离婚、拾荒、男扮女装、走红、流落街头，九十年代，她选择女妆示人，导致生活屡屡碰壁，处处遭受歧视。

### 走红网络
2012年，青岛电视台一档名为《生活在线》的电视节目报道了一栋老民居因年久失修而起火的新闻，受访居民不指责该住户经常燃木烧饭、取暖，污染环境且不安全。因起火住户刘佩麟穿着女装、打扮较为夸张而走红网络，被网友戏称为大喜哥。

### 参加节目
2012年，刘佩麟以“向债主请求原谅”为愿望参加山东电视台的大型节目《请你原谅我》，节目中真情流露，赢得了在座观众和诸位嘉宾的支持、理解。
在本次节目录制中，被称作网络奇葩的“大喜哥”在主持人的要求下换下女装，被迫十几年来首次以男性装束面向世界，并通过镜头亲口对十年债主说了“对不起”。

### 出版书籍
2019年，以刘佩麟日记为蓝本的新书《我的一生》出版。该书整理、编辑、校对全部由志愿者完成，从其300多万字日记中摘选30万字，结合刘培麟的手绘插图，以及她对自我人生和内心的剖析，试图探讨社会对于我们每个人的可能性。